# محمد بن حاتم
محمد بن حاتم كان الداعي المطلق الطيبي الإسماعيلي الثاني عشر في اليمن، في 1328-1329. 
كانت مدة ولاية محمد بن حاتم من أقصر الفترات بين دعاة اليمن.
وقد خلف إبراهيم بن الحسين، وخلفه بدوره ابنه علي شمس الدين الأول.

## العائلة
وهو حفيد الداعي الثامن الحسين بن علي. وكان له ثلاثة أبناء هم علي وعبد المطلب والعباس.

## القبر
وقد ظلت قبورهم، مع قبور الداعي الحادي عشر والثالث عشر، مخفية وغير معروفة حتى وقت قريب، عندما حددتها السلطات الأثرية في اليمن، إلى جانب البهرة الداوديين الذين يعيشون هناك، في حصن عفيظ. في 25 تشرين الثاني 2018، كشف مفضل سيف الدين، الداعي المطلق الثالث والخمسون، عن وجودها.

## معرض الصور

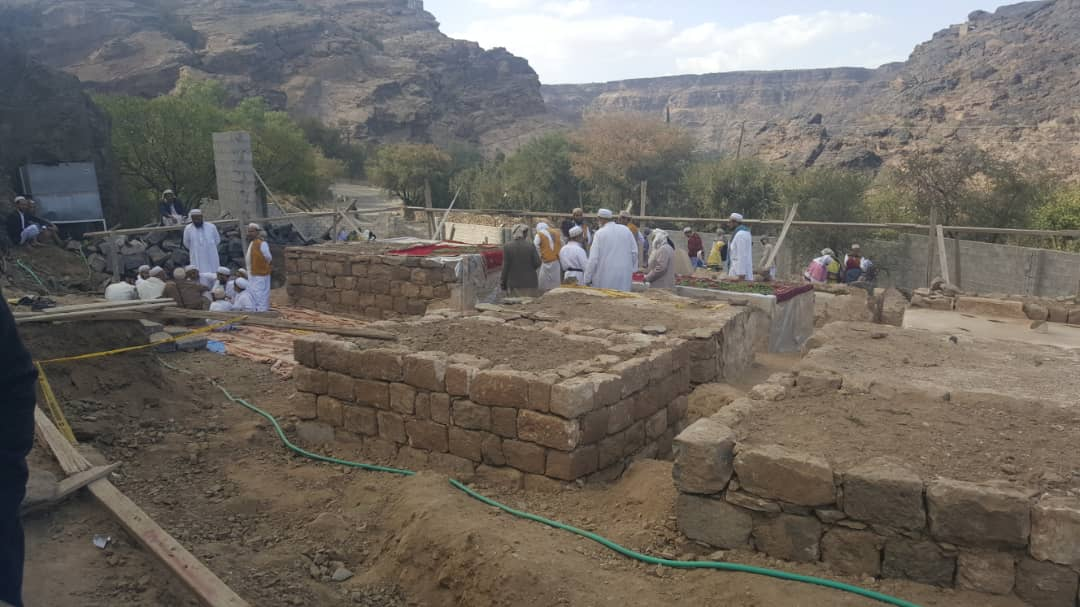
اكتشاف قبور الدعاة الثلاثة في حصن عفيضة
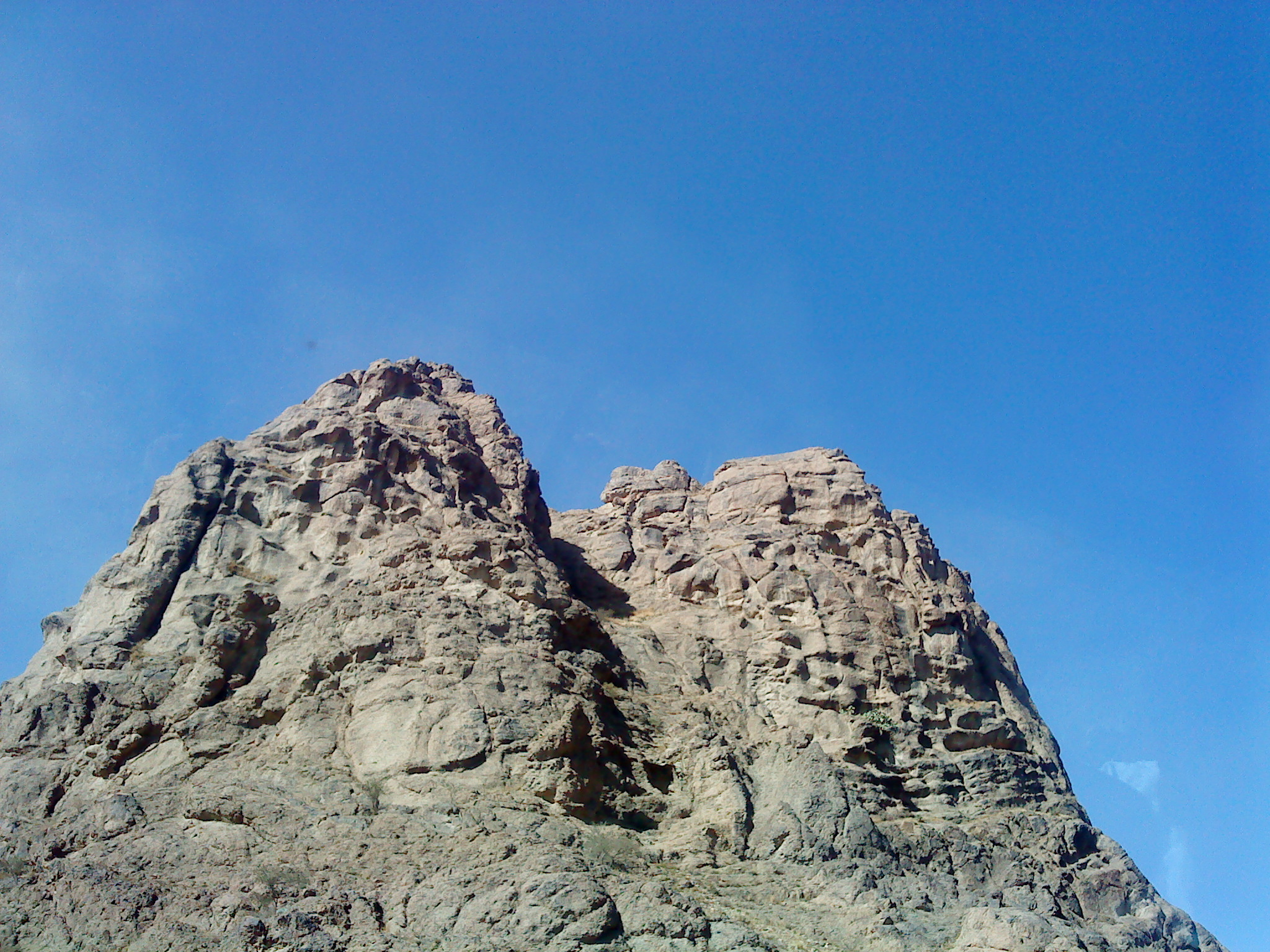
جبل حصن عفيضة، بالقرب من المحاريق، صنعاء، حيث تقع قبور الداعي الحادي عشر والثاني عشر والثالث عشر والخامس عشر.